# Dave Annable
David Rodman „Dave“ Annable (* 15. září 1979 Suffern, USA) je americký herec. Hrál postavu Justina Walkera v televizním seriálu ABC Bratři a sestry (2006–2011). Ztvárnil také postavu Henryho Martina v seriálu téže televize 666 Park Avenue (2012–2013). Další jeho televizní rolí se stal dr. McAndrew v seriálu stanice Fox Red Band Society, vysílaném od 17. září 2014.

## Osobní život
Americká herečka Odette Julietta Annable, rozená Yustman (*1985) se stala jeho ženou v roce 2010. Dcera Charlie Mae se jim narodila v roce 2015.

## Filmografie
| Rok  | Název                  | Postava          |
| ---- | ---------------------- | ---------------- |
| 2004 | Malá černá skříňka     | Bean             |
| 2011 | Líbat nevěstu zakázáno | Bryan Lighthouse |
| 2011 | Co ty jsi za číslo?    | Jake Adams       |
| 2017 | Armed Response         | Gabriel          |

| Rok       | Název                   | Postava           | Poznámky                              |
| --------- | ----------------------- | ----------------- | ------------------------------------- |
| 2002      | Třetí hlídka            | Doug Maple junior | díl „Firestarter“                     |
| 2004      | Spellbound              | Griffin           | TV film                               |
| 2005–06   | Reunion                 | Aaron Lewis       | hlavní role, 13 dílů                  |
| 2006–11   | Bratři a sestry         | Justin Walker     | hlavní role, 110 dílů                 |
| 2012–13   | 666 Park Avenue         | Henry Martin      | hlavní role, 13 dílů                  |
| 2012      | Ben and Kate            | profesor Greg     | díl „Ethics 101“                      |
| 2013      | Joe, Joe & Jane         | Joe Dougan        | TV film                               |
| 2014–2015 | Red Band Society        | dr. Adam McAndrew | hlavní role, 13 dílů                  |
| 2016      | Tlukot srdcí            | Pierson Harris    | hlavní role, 10 dílů                  |
| 2017      | Teta Mick               | Teddy Grant       | díl: „The Master“                     |
| 2017      | Final Vision            | Joe McGinniss     | TV film                               |
| 2018–2019 | Yellowstone             | Lee Dutton        | díly: „Daybreak“ a „Resurrection Day“ |
| 2018      | No Sleep 'Til Christmas | Billy             | TV film                               |
| 2019      | CO / KDYBY              | Dr. Ian Harris    | hlavní role, 9 dílů                   |
| 2019      | Heart of Life           | Wesley „Wes“ Reid | TV film                               |

| Rok  | Název    | Postava | Poznámky |
| ---- | -------- | ------- | -------- |
| 2012 | Fetching | Blake   | 4 díly   |

## Ocenění
- 2008 – Prism Award v kategorii Neepizodní herecký výkon v dramatickém seriálu, spolu se Sally Fieldovou za seriál Bratři a sestry[1][2]